# Sleepaway Camp IV: The Survivor
Sleepaway Camp IV: The Survivor (mesmo título no Brasil) é um filme de terror norte-americano de 2012 dirigido por Jim Markovic. É o quinto filme (quarto cronologicamente) da franquia Sleepaway Camp. Começou a ser produzido em 1992, teve suas filmagens interrompidas e permaneceu incompleto por muitos anos. Foi concluído com a inserção de filmagens de arquivo dos três primeiros filmes da série e recebeu em 2012 seu próprio lançamento em DVD e vídeo sob demanda.

## Enredo
Um texto na tela explica que um psiquiatra está tratando uma paciente chamada Allison, sobrevivente dos massacres cometidos por Angela, a assassina transgênero, nos três primeiros filmes. Atormentada por pesadelos e amnésia, Allison é instruída pelo médico a retornar ao cenário dos assassinatos na tentativa de expurgar o trauma. Um guarda florestal guia-a pelo local, uma área que abriga os acampamentos Arawak e Rolling Hills/New Horizons, agora tornada propriedade federal.
Chegando ao local, as memórias de Alisson, que a partir desse momento passam a compor a maior parte do filme, são exibidas em flashback e consistem de várias cenas de arquivo selecionadas dos três primeiros filmes. Depois de tomar sol nas docas de um lago durante a tarde, Allison e o guarda florestal começam a se envolver sexualmente, porém, ela reluta e foge quando ele está prestes a estuprá-la. Ele a persegue pela floresta, mas recua quando um caçador surge e a salva.
Allison fica nervosa e perturbada e mata o caçador. Ela começa sua perseguição ao guarda e, quando o encontra, consegue imobilizá-lo rapidamente e o avisa para ficar fora do caminho dela. Entretanto, a próxima cena mostra que ela matou o policial e está parada no meio da floresta, usando apenas sua lingerie e segurando desajeitadamente uma faca grande. Segue-se uma longa sequência de créditos finais que inclui todos os membros da equipe e notas das filmagens de arquivo.

## Elenco
O elenco original é composto por:
- Carrie Chambers como Allison Kramer
- Victor Campos como Eugenio, o caçador
- John Lodico como Jack, o guarda florestal

Vários atores de Sleepaway Camp, Sleepaway Camp II: Unhappy Campers e Sleepaway Camp III: Teenage Wasteland aparecem em imagens de arquivo.

## Produção

### Desenvolvimento
A produtora Double Helix Films, responsável pelo segundo e terceiro filmes da franquia Sleepaway Camp, contratou Jim Markovic para dirigir um quarto filme, que foi intitulado Sleepaway Camp IV: The Survivor. Markovic, mais conhecido por seu trabalho como editor em produções Bruceploitation nos anos 1970, já havia colaborado com a produtora no departamento de efeitos sonoros e na montagem dos trailers dos dois filmes anteriores. Carrie Chambers, na época playmate e namorada do presidente da Double Helix, foi selecionada para o papel da protagonista Allison. Segundo o produtor John Klyza, Sleepaway Camp IV foi idealizado desde o início como um filme que usaria filmagens dos antecessores para diminuir os custos de produção, seguindo o exemplo de sequências como The Hills Have Eyes Part II e Silent Night, Deadly Night 2.

### Roteiro
O roteiro foi escrito por Tom Clohessy. De acordo com o tratamento original, o enredo giraria em torno de Allison, uma sobrevivente dos massacres dos três primeiros filmes, atormentada por pesadelos e amnésia. Como forma de psicoterapia, ela retornaria ao cenário dos assassinatos e começaria a desconfiar de que ela mesma poderia ser a assassina, Angela. O guarda Jack e o caçador Eugenio seriam encontrados mortos e Allison acreditaria ter matado ambos sem conseguir se lembrar disso. Desesperada, ela pediria ajuda a David e Annie, dois campistas que encontraria nos arredores. No final, Annie mataria David na frente de Allison, sendo revelado que Annie era Angela disfarçada o tempo todo. Na versão finalizada, os personagens David e Annie não existem e a verdadeira identidade de Allison é deixada aberta à interpretação.

### Filmagens e edição
As filmagens começaram em outubro de 1992 no acampamento Tamarack em Oakland, Nova Jersey, porém, a Double Helix faliu nessa época, levando ao abandono do projeto. Aproximadamente 34 minutos de filme foram rodados e um teaser trailer foi criado antes de a produção ser interrompida. Vários anos depois, parte das filmagens inacabadas foi resgatada por John Klyza, webmaster do SleepawayCampFilms.com, e o material bruto obtido, que incluía claquetes, tomadas múltiplas e erros de gravação, foi disponibilizado em 2002 como bônus em um quarto disco de uma edição especial, exclusiva da Best Buy, da caixa coletânea em DVD Sleepaway Camp Survival Kit.
A partir de então, Klyza, Markovic e o editor Dustin Ferguson começaram a trabalhar na reconstrução do projeto. Cenas de arquivo dos filmes anteriores foram adicionadas aos registros incompletos do quarto longa, os quais Markovic reorganizou e recontextualizou. Por não haver cenas de morte gravadas para a quarta parte, o trio improvisou maneiras de "matar" os personagens. Assim, foram acrescentados efeitos CGI, narração e edições de som, resultando numa versão de Sleepaway Camp IV com 70 minutos, considerada pela equipe como o mais próximo possível da intenção original. Todo o processo de edição durou cerca de quatro anos e foi concluído em 2010.

## Lançamento

### Disponibilidade
Em novembro de 2010, a revista Fangoria fez o anúncio oficial da conclusão do filme. Mantendo o título original, a versão final de Sleepaway Camp IV: The Survivor foi lançada em DVD em 23 de março de 2012, com distribuição da Retro Slashers via Amazon e CreateSpace. No início de abril do mesmo ano, foi liberada para o catálogo do Amazon Instant Video. Klyza também disponibilizou uma edição em VHS da produção por meio de sua distribuidora independente Retrosploitation.

### Recepção
Carl Fisher, em resenha publicada no GBHBL.com, criticou: "Sleepaway Camp IV: The Survivor não é um filme. É 99% um clipe mostrando os acontecimentos dos três filmes anteriores com a cena ocasional de uma mulher de biquíni tomando banho de sol". Ao analisar o filme no âmbito do cânone da franquia, Padraig Cotter, do Screen Rant, comentou que, apesar da "origem confusa" e de ser "amplamente odiado entre os seguidores da série", Sleepaway Camp IV deve ser considerado canônico como os demais filmes. Em outra publicação neste mesmo site, Daniel Kurland listou o longa como o pior da cinessérie, argumentando que "parece um projeto que dificilmente se qualifica como filme e que foi elaborado mais por obrigação que por paixão, embora tenha sido feito um trabalho incrível para [torná-lo] uma realidade".
Michael DeFellipo, do Horror Society, observou que as cenas reaproveitadas das filmagens de 1992 somam apenas 15 minutos da duração total do filme. Assim, ele considerou que "a pior falha" da produção foi "a ideia de ainda apresentá-lo ao mundo como a quarta parte da franquia, [...] tentar dizer que é um 'longa-metragem'", e sugeriu que teria sido mais lucrativo para os realizadores incluir as cenas inacabadas como parte de um documentário "sobre a luta para lançar o filme". Escrevendo para a Polari Magazine, Walter Beck ressaltou: "Este não é um filme para fãs casuais do terror; isso é direcionado aos devotos do slasher. Se você estiver entre eles, aproveitará a oportunidade de ver a versão completa de Sleepaway Camp IV: The Survivor. Se você é um fã casual do terror, basta alugar o último Saw".